# USS LST-899
O USS LST-899 foi um navio de guerra norte-americano da classe LST que operou durante a Segunda Guerra Mundial.